# 阿克蘇巴耶沃區
阿克蘇巴耶沃區（俄语：Аксубаевский район），是俄羅斯的一個區，位於該國西部，由韃靼斯坦共和國負責管轄，面積1,440.1平方公里，2010年人口32,161，人口密度每平方公里22.33人。

## 外部連結
- http://aksubayevo.tatarstan.ru/ （页面存档备份，存于）